# بشنق (مدينة)
بوشنق كانت اسم مدينة في خراسان، بالقرب من هراة في أفغانستان الحالية.

## التأسيس
وفقًا للعلماء الإيرانيين في العصور الوسطى، كانت بوشنق أقدم مدينة في خراسان، وقد أسستها الشخصية الإيرانية بشنق [الإنجليزية]. ومع ذلك، وفقًا للعلماء المعاصرين، القول أنها تأسست على يد بشنق كان فقط بسبب تشابه اسمه مع المدينة. وتذكر بعض المصادر الأخرى أن الملك الساساني الثاني شابور الأول (حكم من 240 إلى 270) كان مؤسس المدينة.

## التاريخ
في عام 588، تم ذكر أسقفية نسطورية في بشنق. في خمسينيات القرن السابع، فتح العرب على المدينة. ولكن بعد الثورة العباسية في عام 750، أصبحت بشنق تحت حكم مصعب بن رزيق، وهو رفيق إيراني للقائد العباسي أبو مسلم. لعب حفيد مصعب، طاهر بن حسين، فيما بعد دورًا مهمًا في شؤون الخلافة العباسية وأسس سلالة الطاهريين، التي حكمت بشنق وبقية خراسان حتى عام 873، عندما انتزع الحاكم الصفاري يعقوب بن الليث الصفار خراسان منه. أثناء تراجع سلالة الصفارين في أوائل القرن العاشر، استولى السامانيون على المدينة. وفقًا للرحالة ابن حوقل في القرن العاشر، كانت مساحة المدينة نصف مساحة هراة. ويذكر أيضًا أن المدينة كانت مبنية بشكل جيد، حيث كانت محاطة بثلاثة أبواب. في عام 998، تم الاستيلاء على المدينة من الحاكم الغزنوي محمود. بعد معركة دندناقان في عام 1040، استولى الأتراك السلاجقة على المدينة.
في عام 1152، احتل الحاكم الغوري علاء الدين حسين بشنق لفترة وجيزة ، ولكن هزمه وأسره الحاكم السلجوقي أحمد سنجر. في عام 1163، احتل الغوريون بشنق مرة أخرى، ولم يتمكن السلاجقة من استعادتها. خلال الغزو المغولي (1206-1337)، دُمرت بشنق تمامًا، ولكن بعد مرور بعض الوقت تمكنت من التعافي. في عام 1245، استولى على المدينة الحاكم الكورتي شمس الدين محمد الكورتي الأول [الإنجليزية]. وخلال القرن الرابع عشر، اشتهرت المدينة بزراعة البطيخ والعنب.
في عام 1381، قام الحاكم التركي المغولي تيمور بتدمير المدينة بعد أن جعل آخر حاكم كورتي، غياث الدين بير علي تابعًا له. ومع ذلك، تم ترميم المدينة لاحقًا وذكرها المؤرخ الإيراني حافظ أبرو عدة مرات. خلال الفترة الحديثة المبكرة، دُمرت اشنق بسبب النزاعات على الأراضي بين الصفويين والأزبك والأفغان. ومع ذلك، تم إحياء المدينة مرة أخرى وهي معروفة اليوم باسم غوريان.